# کانسپشن بی ساوث
کانسپشن بی ساوث (به انگلیسی: Conception Bay South) یک منطقهٔ مسکونی در کانادا است. کانسپشن بی ساوث ۵۹٫۲۷ کیلومتر مربع مساحت و ۲۶٬۱۹۹ نفر جمعیت دارد و ۱۴ متر بالاتر از سطح دریا واقع شده‌است.